# Wagashi
Wagashi (和菓子) er traditionelle japanske søde sager fremstillet af rene naturlige vegetabilske råstoffer.
Eksempler på wagashi er er sembei (riskiks), daifuku (boller af mochi og rød bønnepasta), anmitsu (en dessert), dango (madklumper), imagawayaki (rundt bagværk), kompeitou (konfekt), manjuu, taiyaki (bagværk med form som fisk) og youkan.
Ved den japanske teceremoni giver man okashi, da den grønne pulverte (matcha) smager lidt bittert, hvorfor søde sager bruges som udligning. En udvalg af wagashi, der passer til årstiden, viser hvor uddannet værten er. Til tyk te findes omogashi, der hovedsageligt tilberedes af rød bønnepasta (anko), sukker, rismel og agar. Til tynd te findes tilsvarende higashi (干菓子). De brogede sukkerkugler afspejler årstiden i deres udformning.
Vestlige søde sager kaldes i Japan for yougashi (洋菓子), hvilket omfatter alt fra importerede Haribo-poser over Oreo-kiks til sachertorte.

## Historie
Oprindelsen til wagashi er uklar, men det kan have eksisteret, lige så længe der har boet mennesker i Japan. Ved udgravningen af en bebyggelse fra Joumon-perioden (10.000-300 f.Kr.) fandt man således forkullede rester af, hvad der så ud til at stamme fra bagte kiks.
Før sukker blev indført i det 16. århundrede, blev wagashi sødet med mizuame, suikazura eller friske eller tørrede frugter. Dagbøger og optegnelser fra denne og tidligere tider fortæller om, hvor højt man dengang værdsatte tørrede frugter som kaki og rosiner fra vild vin. Endnu i dag bruges tørret kaki som målestok for den sødhed wagashi bør opnå.
I Edo-perioden (1603-1868) blev der i stigende grad plantet sukkerrør i Okinawa, og såvel brun sukker af lav kvalitet som højt raffineret hvidt sukker blev tilgængeligt. Sukkerarten wasanbon blev fuldkommen på denne tid og bruges stadig udelukkende til wagashi. Wagashi var en populær gave blandt samuraier, i stil med hvordan man i dag giver god vin.